# Rejectaria
Rejectaria é um gênero de traça pertencente à família Arctiidae.